# Knischatiria longispina
Knischatiria longispina là một loài nhện trong họ Linyphiidae.
Loài này thuộc chi Knischatiria. Knischatiria longispina được Jörg Wunderlich miêu tả năm 1995.